# Cestus

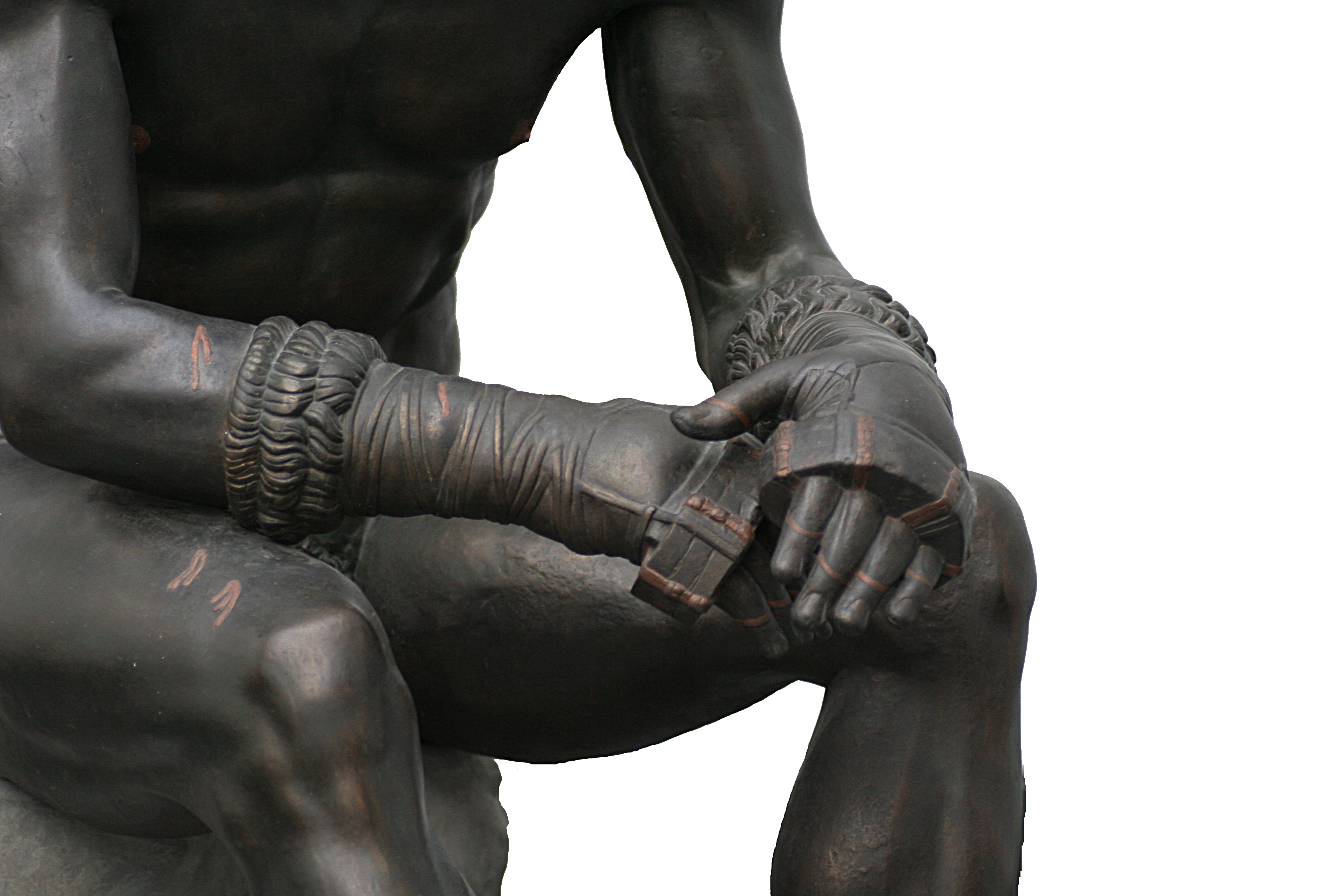
Grekisk bronsstaty av boxare

Cestus (lat.), remmar av läder, delvis försedda med bly- eller metallinfattning. I forntiden lindade man vid knytnävskamp dessa remmar om händer och handleder, så att de bildade ett slags stridshandskar.
Knytnävskamp (grekiska: pygme, latin: pugilatio eller pugilatus) var det våldsammaste och farligaste av de stridssätt, i vilka forntidens greker och romare älskade att tävlingsvis mäta sina krafter. Händerna och underarmarna var då omvirade med läderremmar (grekiska: himantes, latin: cestus), vilka bildade ett slags stridshandskar och till och med brukade förstärkas med bucklor eller plattor av metall.
Sistnämnda, ytterst farliga vapen torde väl dock ha nyttjats endast av "atleter", som hade knytnävskamp som yrke.